# Malika Ayane
Pour les articles homonymes, voir Ayane.
Malika Ayane (née le 31 janvier 1984 à Milan) est une chanteuse italienne. 

## Biographie
Malika Ayane a participé à plusieurs reprises au festival de Sanremo où elle remporte à deux reprises le Prix de la Critique Mia-Martini :
| Année | Titre                              | Place | Prix                |
| ----- | ---------------------------------- | ----- | ------------------- |
| 2009  | Come Foglie                        | 3e    | Giovani + critique  |
| 2010  | Ricomincio da qui                  | -     | Finaliste           |
| 2013  | E se poi e Niente                  | 4e    | Finaliste           |
| 2015  | Adesso e qui (nostalgico presente) | 3e    | Prix de la critique |

## Discographie
| Année | Album                             | FIMI |         | Certification |
| ----- | --------------------------------- | ---- | ------- | ------------- |
| 2008  | Malika Ayane (+ Sanremo Edition)  | 9    | 60 000+ | Platine       |
| 2010  | Grovigli (+ Special Tour Edition) | 2    | 70 000+ | Platine       |
| 2012  | Ricreazione (+ Sanremo Edition)   | 2    |         |               |
| 2015  | Naif                              |      |         |               |
| 2018  | Domino                            |      |         |               |
| 2021  | Malifesto                         |      |         |               |